# Günter Blöcker
Fritz Günter Blöcker (* 13. Mai 1913 in Hamburg; † 21. Januar 2006 in Berlin) war ein deutscher Journalist und Schriftsteller.

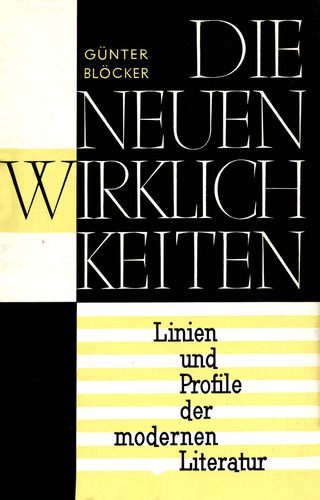
Die neuen Wirklichkeiten (1957)

## Leben
Als Sohn eines Beamten geboren, besuchte Blöcker die Regieklasse der Schauspielschule des Deutschen Theaters in Berlin. Von 1936 bis 1937 arbeitete er als Regisseur und Dramaturg an der Niedersächsischen Landesbühne in Hannover und danach bis 1939 am Schauspielhaus Potsdam. Nach einer Unterbrechung durch den Kriegsdienst ging Blöcker 1942 zur Ufa-Film GmbH nach Berlin, wo er bis Kriegsende als Dramaturg tätig war.
Seither arbeitete Blöcker als ständiger freier Mitarbeiter, vor allem  bei Zeitungen und Zeitschriften wie Der Tagesspiegel, der Süddeutschen Zeitung und war u. a. für den Sender Freies Berlin, den RIAS und den Hessischen Rundfunk als freier Mitarbeiter tätig. Seit 1965 war er Mitglied der Deutschen Akademie für Sprache und Dichtung.
Blöcker war von 1937 bis zu seinem Tode im Alter von 92 Jahren mit der Schauspielerin Maria Krasna verheiratet. Sie hatten zwei Kinder.

## Politische Einstellungen
In seiner Rezension des Gedichtbandes Sprachgitter von Paul Celan schrieb Günter Blöcker, Celans Gedichte über den Holocaust seien „Exerzitien auf dem Notenpapier“ und deswegen nicht „sinngebend“. Celan agiere „im Leeren“, und das mag, so Blöcker, „an der Herkunft“ des jüdischen Dichters liegen. Paul Celan fand diese Rezension  antisemitisch und bezeichnete sie als „Hitlerei“.  Max Frisch entgegnete, dass Blöckers Kritik nicht „aus Antisemitismus kommt“. Der Literaturkritiker Helmut Böttiger schreibt, dass Günter Blöckers Rezension einen „unüberhörbar zynischen antisemitischen Unterton hatte“.

## Werke
- Die neuen Wirklichkeiten. 1957.
- Heinrich von Kleist – Das absolute Ich. 1960.
- Kritisches Lesebuch. 1962.
- Literatur als Teilhabe. 1966.

## Auszeichnungen
- 1958: Fontane-Preis
- 1964: Johann-Heinrich-Merck-Preis